# Antoni Maria Alcover
Pour les articles homonymes, voir Alcover (homonymie).
Alcover  Sureda est un nom espagnol. Le premier nom de famille, en général paternel, est Alcover ; le second, en général maternel, souvent omis, est Sureda.
Antoni Maria Alcover Sureda, né à Santa Cirga (Manacor) en 1862 et mort à Palma de Majorque en 1932, est un écrivain, linguiste, ecclésiastique et folkloriste majorquin de langue catalane. Son œuvre principale est le Dictionnaire catalan-valencien-baléare, qui fut complété et édité ultérieurement par son proche collaborateur Francesc de Borja Moll.

## Biographie
Né à Santa Cirga, une ferme située entre Manacor et Porto Cristo dans une famille de paysans aisés d'idéologie carliste, il étudie le latin et la culture classique avant de s'installer, à l'âge de quinze ans, à Palma pour étudier au séminaire. Il se fait rapidement connaître par ses prises de positions polémiques et intransigeantes.
Sa vocation littéraire se manifeste dans un premier temps en castillan puis, à partir de 1879, en catalan. C'est alors qu'il entreprend la tâche de recueillir en catalan courant de Majorque des fables traditionnelles, qu'il commence à publier à partir de 1880 sous le pseudonyme de « Jordi d'es Racó » ; la première fable paraît dans la revue La Ignorancia. En 1885 il publie Contarelles, un recueil de récits populaires. En 1886 il est ordonné prêtre Il devient vicaire de la paroisse de Manacor, puis obtient en 1888 la chaire d'Histoire ecclésiastique au séminaire. En 1905 il deviendra vicaire général et chanoine de Majorque.
En 1906, à son initiative et sous sa présidence est célébré le premier congrès international de la langue catalane. Lorsqu'est constituée la section philologique de l'Institut d'Estudis Catalans, il est nommé président. Il ne reste cependant pas longtemps à  ce poste en raison de désaccords virulents survenus avec d'autres membres de l'Institut.
Il eut également la charge de correspondant de l'Académie des bonnes lettres de Barcelone ; il dirigea et finança la réédition des œuvres de Raymond Lulle.

## Œuvre (incomplète)
- Aplec de rondalles mallorquines d'en Jordi des Racó (recueil de contes traditionnels de l'île de Majorque)
- Arnau (roman aux accents costumbristas)
- La flexió verbal en els dialectes catalans (traité grammatical)

Il publia également diverses biographies comme la Vida abreviada de Santa Catalina Tomassa
Il fut le principal contributeur au Dictionnaire catalan-valencien-baléare, œuvre lexicographique considérable visant à rassembler le lexique catalan existant dans tous les dialectes et toutes les époques, et qui trouve peu d'équivalent dans d'autres langues du monde.